# Mercerizare
Mercerizarea este un procedeu de tratare a firelor sau țesăturilor de bumbac cu o soluție de hidroxid de sodiu, pentru a le face mai netede, mai mătăsoase, mai compacte și mai rezistente.
Tratarea țesăturilor, tricoturilor sau firelor din bumbac cu o soluție de hidroxid de sodiu, în anumite condiții de concentrație și temperatură, se face în stare tensionată. În felul acesta, tratamentul modifică structura fibrelor, ceea ce le conferă produselor un luciu permanent, un tușeu plin și mătăsos, o rezistență la tracțiune / rupere îmbunătățită și o afinitate crescută față de unii coloranți.
John Mercer a inventat în 1844 metoda de tratament chimic cu soluție de sodă caustică sau cu amoniac lichid, însoțit de tensionare, ce se aplică firelor și țesăturilor din materiale celulozice (bumbac, in, viscoză) în scopul măririi luciului, rezistenței, tușeului, absorbției de apă, afinității tinctoriale și pentru dispariția distorsiunilor și pliurilor.
Procedeul modern de mercerizare implică atât umflarea fibrelor în sodă caustică, cât și întinderea pentru mărirea luciului, creșterea capacității tinctoriale și rezistenței firelor de bumbac. Tratamentul se realizează în mediu puternic alcalin (sodă caustică în concentrație de 150–190 g/l), la o temperatură de 15 °C, timp de câteva minute, sub tensionare. Mercerizarea îndepărtează răsuciturile naturale ale bumbacului, îi dă strălucire. Prima clătire trebuie să fie realizată tot sub tensiune pentru a se menține acest aspect.
Mercerizarea firelor de cusut se face, fără excepție, sub formă de fascicul, sub o tensiune puternică, înaintea vopsirii.